# Хупер, Джон
Джон Хупер (англ. John Hooper; около 1500 — 9 февраля 1555) — британский религиозный деятель, протестантский епископ Глостера и Вустера.

## Биография
Окончил Оксфордский университет и получил степень бакалавра в Оксфорде в 1519 году. В царствование английской королевы Марии (1553—1558) широкое распространение получили репрессии и казни протестантов. Одним из протестантских пастырей, казнённых в то время, был епископ Хупер, он был сожжён 9 февраля 1555 года.

## Работы
После Хупера осталось несколько томов работ, некоторые из них были изданы в Оксфорде в 1855 году. В 1550 году он первым в истории перевёл на английский язык одну из книг Тертуллиана.